# Opoczno Południe
Opoczno Południe – stacja kolejowa w Świerczynie koło Opoczna, w województwie łódzkim. Stacja leży na Centralnej Magistrali Kolejowej.

## Ruch pasażerski[1]
| Rok  | Wymiana pasażerska na dobę |
| ---- | -------------------------- |
| 2017 | 300-499                    |
| 2018 | 500-699                    |
| 2019 | 500-699                    |
| 2020 | 300-499                    |
| 2021 | 500-699                    |
| 2022 | 700-999                    |
| 2023 | 500-699                    |

## Historia
Od czasów budowy CMK w latach 1971–1977 stacja Opoczno Południe nie była projektowana jako stacja pasażerska, lecz jako stacja techniczna, umożliwiająca wyprzedzanie wolniejszych pociągów przez szybsze. Wynikało to z tego, że Centralna Magistrala Kolejowa z założenia była budowana jako wydzielona linia kolejowa, przeznaczona przede wszystkim dla ruchu towarowego, a w późniejszym okresie jako linia wydzielona kolei dużych prędkości, dostosowana do prędkości powyżej 160 km/h.
Położenie stacji, a zwłaszcza znaczne oddalenie stacji technicznej Opoczno Południe względem miasta Opoczno i stacji pasażerskiej Opoczno na linii kolejowej Łódź Kaliska-Dębica nie warunkowało ruchu pasażerskiego aż do 16 października 2006, kiedy to otwarto po dostosowaniu dla obsługi ruchu pasażerskiego stację Włoszczowa Północ, ostatecznie przełamując status CMK jako linii wydzielonej KDP na rzecz linii kolejowej ruchu mieszanego. Od 2010 roku powstały szczegółowe plany dotyczące wykorzystania stacji Opoczno Południe oraz Idzikowice pod kątem przekształcenia ich w węzeł multimodalny. Ostatecznie wygrała jednak koncepcja Opoczna Południowego ze względu na bliskość linii kolejowej nr 25 oraz przemysłu ceramicznego – w mieście Opoczno, niedaleko CMK istnieje fabryka Ceramika Opoczno.
20 sierpnia 2010 r. marszałek województwa łódzkiego wraz z władzami Opoczna omawiali szczegóły dotyczące budowy węzła multimodalnego. 4 lutego 2013 r. podpisano umowę pomiędzy miastem, urzędem marszałkowskim, starostwem powiatowym w Opocznie i dwoma starostwami ościennymi oraz PKP PLK w sprawie budowy przystanku osobowego. Inwestycja wymagała ogłoszenia kolejnych dwóch przetargów, z powodu braku zainteresowanych w pierwszym przetargu. Jako wykonawcę inwestycji wybrano firmę Przedsiębiorstwo Wielobranżowe Banimex z Będzina, które za wykonanie zadania otrzyma 3 mln 995 tys. zł netto. Prace mają zakończyć się najpóźniej 30 listopada 2014 r., tak by zatrzymywanie się pociągów było możliwe od 9 grudnia 2014 r. Równolegle zlecono firmie Cowi Polska Sp. z o.o. przeprowadzenie analizy ekonomicznej przystanku jako węzła multimodalnego, z którego mieliby korzystać mieszkańcy również okolicznych gmin i powiatów.
Na stacji Opoczno Południe pociągi zatrzymują się od 14 grudnia 2014 roku, są to kursy klasy Intercity (międzynarodowe i krajowe), oraz TLK, dawniej zatrzymywały się tu również pociągi Interregio spółki Przewozy Regionalne.
16 maja 2017 PKP PLK podpisały umowę z przedsiębiorstwem Porr Polska Construcion na modernizację stacji, połączoną z dobudową drugiego peronu. 30 sierpnia 2018 otwarto nowy peron.